# Mostovianski
Mostovianski (del ruso: Мостовя́нский) es un jútor del raión de Slaviansk del krai de Krasnodar, en el sur de Rusia. Está situado en los arrozales situados entre los distributarios del delta del Kubán y las marismas colindantes, 47 km al noroeste de Slaviansk-na-Kubani y 114 al noroeste de Krasnodar, la capital del krai. Tenía 7 habitantes en 2010.
Pertenece al municipio Chernoyerkovskoye.

## Historia
La localidad fue fundada en la primera mitad del siglo XIX por cosacos del Mar Negro. Su nombre deriva del puente (most) sobre el distributario o yérik Chorni, que da nombre a Chernoyerkovskaya.

## Economía
El principal sector económico de la localidad es el pesquero (koljós pesquero Karl Marx).